# Victor Vran
Victor Vran è un GDR d'azione sviluppato dalla Haemimont Games e pubblicato da EuroVideo Medien su Steam, inizialmente su accesso anticipato il mese di febbraio 2015, e poi in versione completa il 24 luglio 2015.
In seguito, il gioco ha ricevuto un port intitolato Overkill Edition, uscito per PlayStation 4 e Xbox One il 6 giugno 2017, e un port per Nintendo Switch uscito il 28 agosto 2018.

## Modalità di gioco
Il combattimento in Victor Vran combina l'RPG d'azione e i movimenti basati sulla reazione, che permettono al giocatore di schivare gli attacchi evitando così di subire danni. Il mondo del gioco è diviso in grandi aree che rappresentano i distretti, i dintorni e le segrete adiacenti della città di Zagoravia; ogni area possiede cinque diverse sfide che donano laute ricompense nel caso vengano completate. Il giocatore può cambiare la difficoltà in ogni area usando oggetti speciali chiamati Hex, che donano bonus al giocatore o ai nemici. Il protagonista, Victor Vran, non ha una classe specifica di personaggio, ma piuttosto delle diverse classi di armi intercambiabili liberamente, oltre che a oggetti consumabili come pozioni o bombe, l'abilità del salto, usabile in combattimento, durante la risoluzione degli enigmi verticali e per raggiungere aree segrete, e due attacchi speciali combinabili per ottenere effetti e bonus speciali.
Oltre alla campagna per giocatore singolo, il gioco presenta anche una modalità multigiocatore cooperativa.

## Accoglienza
Il gioco ha ricevuto un'accoglienza generalmente positiva alla sua uscita. Il sito web Metacritic gli ha assegnato un punteggio di 75/100 in base alle 41 recensioni presenti.